# Verpulus brunneus
Verpulus brunneus is een hooiwagen uit de familie Sclerosomatidae.